# Washington State Open 2014
Die Washington State Open 2014 im Badminton fanden vom 16. bis zum 18. Mai 2014 in Seattle statt.

## Die Sieger
| Disziplin    | Gold                                  | Silber                   | Bronze                              |
| ------------ | ------------------------------------- | ------------------------ | ----------------------------------- |
| Herreneinzel | Chak Man Chan                         | Kevin La                 | Alex La                             |
| Herreneinzel | Chak Man Chan                         | Kevin La                 | Leslie Lau                          |
| Dameneinzel  | Victoria Chen                         | Christine Chen           | Rina Yan                            |
| Dameneinzel  | Victoria Chen                         | Christine Chen           | Jenny Shu                           |
| Herrendoppel | Lindsay Tyson Gulin Nicholas Jinadasa | Alex La Kevin La         | Chak Man Chan Chak Ming Chan        |
| Herrendoppel | Lindsay Tyson Gulin Nicholas Jinadasa | Alex La Kevin La         | Mickey Chow Kevin Yu                |
| Damendoppel  | Victoria Chen Zheng Li                | Elisha Liu Bowie Tam     | Goddess Amy Jinsta Adrienne Lin     |
| Damendoppel  | Victoria Chen Zheng Li                | Elisha Liu Bowie Tam     | Rosalynn Chong Crystal Chow         |
| Mixed        | Nicholas Jinadasa Alicia Lam          | Mickey Chow Crystal Chow | Kevin Yu Bowie Tam                  |
| Mixed        | Nicholas Jinadasa Alicia Lam          | Mickey Chow Crystal Chow | Chris Kai Chiu Chung Rosalynn Chong |